# تاکومی موراکامی
تاکومی موراکامی (انگلیسی: Takumi Murakami؛ زادهٔ ۱۲ سپتامبر ۱۹۸۹) بازیکن فوتبال اهل ژاپن است.